# Volvo EC40
Volvo EC40 är en elbil som Volvo Personvagnar presenterade i mars 2021. Tekniken och stora delar av karossen är hämtad från EX40, men EC40 har en lägre taklinje med sluttande bakdel. Fronten är också ändrad. EC40 finns enbart med eldrift, även om den tekniska plattformen används även för bilar med förbränningsmotor. För att få plats med batterierna utnyttjas bland annat kardantunneln. Till att börja med finns bilen i en version med dubbla motorer (fram/bak) och fyrhjulsdrift. 
I samband med lanseringen av EC40 presenterade Volvo Cars en ny prenumerationstjänst och en affärsmodell där man beställer bilen online istället för att köpa den hos en återförsäljare. Prenumerationstjänsten är upplagd som en privatleasing med 3 månaders rullande uppsägningstid. I avtalet ingår service, försäkring m m. Bilarna säljs också med allrounddäck för att slippa däckbyten, ett val som har kritiserats i Sverige eftersom specialiserade vinterdäck ger bättre väggrepp på vintern.

## Tillverkad
| År    | Volvo EC40 BEV |
| ----- | -------------- |
| 2024  |                |
| 2023  |                |
| 2022  | ≈ 24 200       |
| 2021  | ≈ 1 200        |
| Summa |                |